# Golden Globe for bedste instruktør
Golden Globe for bedste instruktør (engelsk: Golden Globe Award for Best Director) er blevet uddelt årligt siden 1943 af Hollywood Foreign Press Association. 

Elia Kazan er med sine fire priser den instruktør, der har vundet prisen flest gange. Clint Eastwood, David Lean, Miloš Forman, Oliver Stone og Martin Scorsese har alle vundet prisen tre gange. Steven Spielberg har opnået ti nomineringer, men har kun vundet prisen to gange. Barbra Streisand er den eneste kvinde, der har vundet prisen. 
I listen nedenfor er navne med fed på blå baggrund vinderens navn, og de øvrige navne er de instruktører, der blev nomineret til prisen. De anførte årstal angiver det år filmen første gang blev udgivet, og således ikke det år, hvor prisuddelingen fandt sted. Prisuddelingen finder sted i det følgende års januar. Et "†" viser, at instruktøren vandt en Oscar for bedste instruktør det samme år for den samme film. 

## 1940'erne
| År   | Film                             | Nominerede     |
| ---- | -------------------------------- | -------------- |
| 1943 | The Song of Bernadette           | Henry King     |
| 1944 | Going My Way                     | Leo McCarey †  |
| 1945 | The Lost Weekend                 | Billy Wilder † |
| 1946 | It's a Wonderful Life            | Frank Capra    |
| 1947 | Gentleman's Agreement            | Elia Kazan †   |
| 1948 | The Treasure of the Sierra Madre | John Huston †  |
| 1949 | All the King's Men               | Robert Rossen  |

## 1950'erne
| År   | Film                            | Nominerede             |
| ---- | ------------------------------- | ---------------------- |
| 1950 | Sunset Boulevard                | Billy Wilder           |
| 1950 | All About Eve                   | Joseph L. Mankiewicz † |
| 1950 | Asfaltjunglen                   | John Huston            |
| 1950 | Born Yesterday                  | George Cukor           |
| 1951 | En sælgers død                  | László Benedek         |
| 1951 | An American in Paris            | Vincente Minnelli      |
| 1951 | A Place in the Sun              | George Stevens †       |
| 1952 | The Greatest Show on Earth      | Cecil B. DeMille       |
| 1952 | The Narrow Margin               | Richard Fleischer      |
| 1952 | Den tavse mand                  | John Ford †            |
| 1953 | Herfra til evigheden            | Fred Zinnemann †       |
| 1954 | On the Waterfront               | Elia Kazan †           |
| 1955 | Picnic                          | Joshua Logan           |
| 1956 | Baby Doll                       | Elia Kazan             |
| 1956 | Around the World in Eighty Days | Michael Anderson       |
| 1956 | Giant                           | George Stevens †       |
| 1956 | Lust for Life                   | Vincente Minnelli      |
| 1956 | Krig og fred                    | King Vidor             |
| 1957 | The Bridge on the River Kwai    | David Lean †           |
| 1957 | Tolv vrede mænd                 | Sidney Lumet           |
| 1957 | A Hatful of Rain                | Fred Zinnemann         |
| 1957 | Sayonara                        | Joshua Logan           |
| 1957 | Anklagerens vidne               | Billy Wilder           |
| 1958 | Gigi                            | Vincente Minnelli †    |
| 1958 | Cat on a Hot Tin Roof           | Richard Brooks         |
| 1958 | The Defiant Ones                | Stanley Kramer         |
| 1958 | I Want to Live!                 | Robert Wise            |
| 1958 | Separate Tables                 | Delbert Mann           |
| 1959 | Ben-Hur                         | William Wyler †        |
| 1959 | Anatomy of a Murder             | Otto Preminger         |
| 1959 | The Diary of Anne Frank         | George Stevens         |
| 1959 | The Nun's Story                 | Fred Zinnemann         |
| 1959 | On the Beach                    | Stanley Kramer         |

## 1960'erne
| År   | Film                                       | Nominerede                        |
| ---- | ------------------------------------------ | --------------------------------- |
| 1960 | Sons and Lovers                            | Jack Cardiff                      |
| 1960 | The Apartment                              | Billy Wilder †                    |
| 1960 | Elmer Gantry                               | Richard Brooks                    |
| 1960 | Spartacus                                  | Stanley Kubrick                   |
| 1960 | The Sundowners                             | Fred Zinnemann                    |
| 1961 | Judgment at Nuremberg                      | Stanley Kramer                    |
| 1961 | The Children's Hour                        | William Wyler                     |
| 1961 | El Cid                                     | Anthony Mann                      |
| 1961 | Navarones kanoner                          | J. Lee Thompson                   |
| 1961 | West Side Story                            | Jerome Robbins † og Robert Wise † |
| 1962 | Lawrence of Arabia                         | David Lean †                      |
| 1962 | Hemingway's Adventures of a Young Man      | Martin Ritt                       |
| 1962 | My Son, the Hero (Los Hermanos Del Hierro) | Ismael Rodríguez                  |
| 1962 | The Chapman Report                         | George Cukor                      |
| 1962 | Days of Wine and Roses                     | Blake Edwards                     |
| 1962 | Freud                                      | John Huston                       |
| 1962 | Gypsy                                      | Mervyn LeRoy                      |
| 1962 | Lolita                                     | Stanley Kubrick                   |
| 1962 | The Manchurian Candidate                   | John Frankenheimer                |
| 1962 | The Music Man                              | Morton DaCosta                    |
| 1962 | To Kill a Mockingbird                      | Robert Mulligan                   |
| 1963 | America, America                           | Elia Kazan                        |
| 1963 | The Cardinal                               | Otto Preminger                    |
| 1963 | The Caretakers                             | Hall Bartlett                     |
| 1963 | Cleopatra                                  | Joseph L. Mankiewicz              |
| 1963 | The Haunting                               | Robert Wise                       |
| 1963 | Hud                                        | Martin Ritt                       |
| 1963 | The Ugly American                          | George Englund                    |
| 1963 | Tom Jones                                  | Tony Richardson †                 |
| 1964 | My Fair Lady                               | George Cukor †                    |
| 1964 | Becket                                     | Peter Glenville                   |
| 1964 | The Night of the Iguana                    | John Huston                       |
| 1964 | Seven Days in May                          | John Frankenheimer                |
| 1964 | Zorba the Greek                            | Michael Cacoyannis                |
| 1965 | Doktor Zhivago                             | David Lean                        |
| 1965 | The Collector                              | William Wyler                     |
| 1965 | Darling                                    | John Schlesinger                  |
| 1965 | A Patch of Blue                            | Guy Green                         |
| 1965 | The Sound of Music                         | Robert Wise †                     |
| 1966 | A Man for All Seasons                      | Fred Zinnemann †                  |
| 1966 | Alfie                                      | Lewis Gilbert                     |
| 1966 | A Man and a Woman                          | Claude Lelouch                    |
| 1966 | The Sand Pebbles                           | Robert Wise                       |
| 1966 | Hvem er bange for Virginia Woolf?          | Mike Nichols                      |
| 1967 | The Graduate                               | Mike Nichols †                    |
| 1967 | Bonnie and Clyde                           | Arthur Penn                       |
| 1967 | The Fox                                    | Mark Rydell                       |
| 1967 | Guess Who's Coming to Dinner               | Stanley Kramer                    |
| 1967 | In the Heat of the Night                   | Norman Jewison                    |
| 1968 | Rachel, Rachel                             | Paul Newman                       |
| 1968 | The Lion in Winter                         | Anthony Harvey                    |
| 1968 | Oliver!                                    | Carol Reed †                      |
| 1968 | Funny Girl                                 | William Wyler                     |
| 1968 | Romeo og Julie                             | Franco Zeffirelli                 |
| 1969 | Anne of the Thousand Days                  | Charles Jarrott                   |
| 1969 | Hello, Dolly!                              | Gene Kelly                        |
| 1969 | Midnight Cowboy                            | John Schlesinger †                |
| 1969 | The Secret of Santa Vittoria               | Stanley Kramer                    |
| 1969 | They Shoot Horses, Don't They?             | Sydney Pollack                    |

## 1970'erne
| År   | Film                             | Nominerede              |
| ---- | -------------------------------- | ----------------------- |
| 1970 | Love Story                       | Arthur Hiller           |
| 1970 | Five Easy Pieces                 | Bob Rafelson            |
| 1970 | MASH                             | Robert Altman           |
| 1970 | Patton                           | Franklin J. Schaffner † |
| 1970 | Women in Love                    | Ken Russell             |
| 1971 | The French Connection            | William Friedkin †      |
| 1971 | A Clockwork Orange               | Stanley Kubrick         |
| 1971 | Fiddler on the Roof              | Norman Jewison          |
| 1971 | The Last Picture Show            | Peter Bogdanovich       |
| 1971 | Summer of '42                    | Robert Mulligan         |
| 1972 | The Godfather                    | Francis Ford Coppola    |
| 1972 | Avanti!                          | Billy Wilder            |
| 1972 | Cabaret                          | Bob Fosse †             |
| 1972 | Deliverance                      | John Boorman            |
| 1972 | Frenzy                           | Alfred Hitchcock        |
| 1973 | Eksorcisten                      | William Friedkin        |
| 1973 | American Graffiti                | George Lucas            |
| 1973 | Sjakalen                         | Fred Zinnemann          |
| 1973 | Sidste tango i Paris             | Bernardo Bertolucci     |
| 1973 | Paper Moon                       | Peter Bogdanovich       |
| 1974 | Chinatown                        | Roman Polanski          |
| 1974 | The Conversation                 | Francis Ford Coppola    |
| 1974 | The Godfather Part II            | Francis Ford Coppola †  |
| 1974 | Lenny                            | Bob Fosse               |
| 1974 | En kvinde under indflydelse      | John Cassavetes         |
| 1975 | Gøgereden                        | Miloš Forman †          |
| 1975 | Barry Lyndon                     | Stanley Kubrick         |
| 1975 | Dog Day Afternoon                | Sidney Lumet            |
| 1975 | Dødens gab                       | Steven Spielberg        |
| 1975 | Nashville                        | Robert Altman           |
| 1976 | Network                          | Sidney Lumet            |
| 1976 | Alle præsidentens mænd           | Alan J. Pakula          |
| 1976 | Bound for Glory                  | Hal Ashby               |
| 1976 | Marathon Man                     | John Schlesinger        |
| 1976 | Rocky                            | John G. Avildsen †      |
| 1977 | The Turning Point                | Herbert Ross            |
| 1977 | Annie Hall                       | Woody Allen †           |
| 1977 | Nærkontakt af tredje grad        | Steven Spielberg        |
| 1977 | Julia                            | Fred Zinnemann          |
| 1977 | Star Wars Episode IV: A New Hope | George Lucas            |
| 1978 | The Deer Hunter                  | Michael Cimino †        |
| 1978 | An Unmarried Woman               | Paul Mazursky           |
| 1978 | Coming Home                      | Hal Ashby               |
| 1978 | Days of Heaven                   | Terrence Malick         |
| 1978 | Interiors                        | Woody Allen             |
| 1978 | Midnight Express                 | Alan Parker             |
| 1979 | Apocalypse Now                   | Francis Ford Coppola    |
| 1979 | Being There                      | Hal Ashby               |
| 1979 | Breaking Away                    | Peter Yates             |
| 1979 | Kinasyndromet                    | James Bridges           |
| 1979 | Kramer vs. Kramer                | Robert Benton †         |

## 1980'erne
| År   | Film                          | Nominerede              |
| ---- | ----------------------------- | ----------------------- |
| 1980 | Ordinary People               | Robert Redford †        |
| 1980 | Elefantmanden                 | David Lynch             |
| 1980 | Raging Bull                   | Martin Scorsese         |
| 1980 | The Stunt Man                 | Richard Rush            |
| 1980 | Tess                          | Roman Polanski          |
| 1981 | Reds                          | Warren Beatty †         |
| 1981 | Atlantic City                 | Louis Malle             |
| 1981 | On Golden Pond                | Mark Rydell             |
| 1981 | Prince of the City            | Sidney Lumet            |
| 1981 | Ragtime                       | Miloš Forman            |
| 1981 | Jagten på den forsvundne skat | Steven Spielberg        |
| 1982 | Gandhi                        | Richard Attenborough †  |
| 1982 | E.T.: The Extra-Terrestrial   | Steven Spielberg        |
| 1982 | Missing                       | Constantin Costa-Gavras |
| 1982 | Tootsie                       | Sydney Pollack          |
| 1982 | The Verdict                   | Sidney Lumet            |
| 1983 | Yentl                         | Barbra Streisand        |
| 1983 | The Dresser                   | Peter Yates             |
| 1983 | Fanny og Alexander            | Ingmar Bergman          |
| 1983 | Silkwood                      | Mike Nichols            |
| 1983 | Tender Mercies                | Bruce Beresford         |
| 1983 | Terms of Endearment           | James L. Brooks †       |
| 1984 | Amadeus                       | Miloš Forman †          |
| 1984 | The Cotton Club               | Francis Ford Coppola    |
| 1984 | The Killing Fields            | Roland Joffé            |
| 1984 | Once Upon a Time in America   | Sergio Leone            |
| 1984 | A Passage to India            | David Lean              |
| 1985 | Prizzi's Honor                | John Huston             |
| 1985 | A Chorus Line                 | Richard Attenborough    |
| 1985 | Farven lilla                  | Steven Spielberg        |
| 1985 | Mit Afrika                    | Sydney Pollack †        |
| 1985 | Witness                       | Peter Weir              |
| 1986 | Platoon                       | Oliver Stone †          |
| 1986 | Hannah and Her Sisters        | Woody Allen             |
| 1986 | The Mission                   | Roland Joffé            |
| 1986 | A Room with a View            | James Ivory             |
| 1986 | Stand by Me                   | Rob Reiner              |
| 1987 | The Last Emperor              | Bernardo Bertolucci †   |
| 1987 | Broadcast News                | James L. Brooks         |
| 1987 | Cry Freedom                   | Richard Attenborough    |
| 1987 | Fatal Attraction              | Adrian Lyne             |
| 1987 | Hope and Glory                | John Boorman            |
| 1988 | Bird                          | Clint Eastwood          |
| 1988 | A Cry in the Dark             | Fred Schepisi           |
| 1988 | Mississippi Burning           | Alan Parker             |
| 1988 | Rain Man                      | Barry Levinson †        |
| 1988 | Running on Empty              | Sidney Lumet            |
| 1988 | Working Girl                  | Mike Nichols            |
| 1989 | Født den 4. juli              | Oliver Stone †          |
| 1989 | Døde poeters klub             | Peter Weir              |
| 1989 | Do the Right Thing            | Spike Lee               |
| 1989 | Glory                         | Edward Zwick            |
| 1989 | When Harry Met Sally          | Rob Reiner              |

## 1990'erne
| Year | Film                    | Nominees             |
| ---- | ----------------------- | -------------------- |
| 1990 | Danser med ulve         | Kevin Costner †      |
| 1990 | The Godfather Part III  | Francis Ford Coppola |
| 1990 | Goodfellas              | Martin Scorsese      |
| 1990 | Reversal of Fortune     | Barbet Schroeder     |
| 1990 | The Sheltering Sky      | Bernardo Bertolucci  |
| 1991 | JFK                     | Oliver Stone         |
| 1991 | Bugsy                   | Barry Levinson       |
| 1991 | The Fisher King         | Terry Gilliam        |
| 1991 | The Prince of Tides     | Barbra Streisand     |
| 1991 | Ondskabens øjne         | Jonathan Demme †     |
| 1992 | Unforgiven              | Clint Eastwood †     |
| 1992 | A Few Good Men          | Rob Reiner           |
| 1992 | Howards End             | James Ivory          |
| 1992 | The Player              | Robert Altman        |
| 1992 | A River Runs Through It | Robert Redford       |
| 1993 | Schindler's List        | Steven Spielberg †   |
| 1993 | The Age of Innocence    | Martin Scorsese      |
| 1993 | The Fugitive            | Andrew Davis         |
| 1993 | The Piano               | Jane Campion         |
| 1993 | Resten af dagen         | James Ivory          |
| 1994 | Forrest Gump            | Robert Zemeckis †    |
| 1994 | Legends of the Fall     | Edward Zwick         |
| 1994 | Natural Born Killers    | Oliver Stone         |
| 1994 | Pulp Fiction            | Quentin Tarantino    |
| 1994 | Quiz Show               | Robert Redford       |
| 1995 | Braveheart              | Mel Gibson †         |
| 1995 | The American President  | Rob Reiner           |
| 1995 | Apollo 13               | Ron Howard           |
| 1995 | Casino                  | Martin Scorsese      |
| 1995 | Leaving Las Vegas       | Mike Figgis          |
| 1995 | Sense and Sensibility   | Ang Lee              |
| 1996 | Folket mod Larry Flynt  | Miloš Forman         |
| 1996 | Den engelske patient    | Anthony Minghella †  |
| 1996 | Evita                   | Alan Parker          |
| 1996 | Fargo                   | Joel Coen            |
| 1996 | Shine                   | Scott Hicks          |
| 1997 | Titanic                 | James Cameron †      |
| 1997 | Amistad                 | Steven Spielberg     |
| 1997 | Det bli'r ikke bedre    | James L. Brooks      |
| 1997 | The Boxer               | Jim Sheridan         |
| 1997 | L.A. Confidential       | Curtis Hanson        |
| 1998 | Saving Private Ryan     | Steven Spielberg †   |
| 1998 | Elizabeth               | Shekhar Kapur        |
| 1998 | The Horse Whisperer     | Robert Redford       |
| 1998 | Shakespeare in Love     | John Madden          |
| 1998 | The Truman Show         | Peter Weir           |
| 1999 | American Beauty         | Sam Mendes †         |
| 1999 | The End of the Affair   | Neil Jordan          |
| 1999 | The Hurricane           | Norman Jewison       |
| 1999 | The Insider             | Michael Mann         |
| 1999 | The Talented Mr. Ripley | Anthony Minghella    |

## 2000'erne
| År   | Film                                                 | Vindere og nominerede       |
| ---- | ---------------------------------------------------- | --------------------------- |
| 2000 | Tiger på spring, drage i skjul                       | Ang Lee                     |
| 2000 | Erin Brockovich                                      | Steven Soderbergh           |
| 2000 | Gladiator                                            | Ridley Scott                |
| 2000 | Sunshine                                             | István Szabó                |
| 2000 | Traffic                                              | Steven Soderbergh †         |
| 2001 | Gosford Park                                         | Robert Altman               |
| 2001 | A.I. Artificial Intelligence                         | Steven Spielberg            |
| 2001 | Et Smukt Sind                                        | Ron Howard †                |
| 2001 | Ringenes Herre - Eventyret om Ringen                 | Peter Jackson               |
| 2001 | Moulin Rouge!                                        | Baz Luhrmann                |
| 2001 | Mulholland Drive                                     | David Lynch                 |
| 2002 | Gangs of New York                                    | Martin Scorsese             |
| 2002 | About Schmidt                                        | Alexander Payne             |
| 2002 | Adaptation.                                          | Spike Jonze                 |
| 2002 | Chicago                                              | Rob Marshall                |
| 2002 | The Hours                                            | Stephen Daldry              |
| 2002 | Ringenes Herre - De to Tårne                         | Peter Jackson               |
| 2003 | Ringenes Herre - Kongen vender tilbage               | Peter Jackson †             |
| 2003 | Cold Mountain                                        | Anthony Minghella           |
| 2003 | Lost in Translation                                  | Sofia Coppola               |
| 2003 | Master and Commander: The Far Side of the World      | Peter Weir                  |
| 2003 | Mystic River                                         | Clint Eastwood              |
| 2004 | Million Dollar Baby                                  | Clint Eastwood †            |
| 2004 | The Aviator                                          | Martin Scorsese             |
| 2004 | Closer                                               | Mike Nichols                |
| 2004 | Finding Neverland                                    | Marc Forster                |
| 2004 | Sideways                                             | Alexander Payne             |
| 2005 | Brokeback Mountain                                   | Ang Lee †                   |
| 2005 | The Constant Gardener                                | Fernando Meirelles          |
| 2005 | Good Night, and Good Luck                            | George Clooney              |
| 2005 | King Kong                                            | Peter Jackson               |
| 2005 | Match Point                                          | Woody Allen                 |
| 2005 | München                                              | Steven Spielberg            |
| 2006 | The Departed                                         | Martin Scorsese †           |
| 2006 | Babel                                                | Alejandro González Iñárritu |
| 2006 | Flags of Our Fathers                                 | Clint Eastwood              |
| 2006 | Letters from Iwo Jima                                | Clint Eastwood              |
| 2006 | The Queen                                            | Stephen Frears              |
| 2007 | The Diving Bell and the Butterfly                    | Julian Schnabel             |
| 2007 | No Country for Old Men                               | Joel og Ethan Coen †        |
| 2007 | Sweeney Todd – Den Djævelske Barber fra Fleet Street | Tim Burton                  |
| 2007 | American Gangster                                    | Ridley Scott                |
| 2007 | Soning                                               | Joe Wright                  |
| 2008 | Slumdog Millionaire                                  | Danny Boyle †               |
| 2008 | The Reader                                           | Stephen Daldry              |
| 2008 | Benjamin Buttons forunderlige liv                    | David Fincher               |
| 2008 | Frost/Nixon                                          | Ron Howard                  |
| 2008 | Revolutionary Road                                   | Sam Mendes                  |
| 2009 | Avatar                                               | James Cameron               |
| 2009 | The Hurt Locker                                      | Kathryn Bigelow †           |
| 2009 | Invictus                                             | Clint Eastwood              |
| 2009 | Up in the Air                                        | Jason Reitman               |
| 2009 | Inglourious Basterds                                 | Quentin Tarantino           |

## 2010'erne
| År   | Film               | Vindere og nominerede |
| ---- | ------------------ | --------------------- |
| 2010 | The Social Network | David Fincher         |
| 2010 | Black Swan         | Darren Aronofsky      |
| 2010 | The Fighter        | David O. Russell      |
| 2010 | Inception          | Christopher Nolan     |
| 2010 | Kongens store tale | Tom Hooper †          |
| 2011 | Hugo               | Martin Scorsese       |
| 2011 | The Artist         | Michel Hazanavicius † |
| 2011 | The Descendants    | Alexander Payne       |
| 2011 | The Ides of March  | George Clooney        |
| 2011 | Midnight in Paris  | Woody Allen           |
| 2012 | Operation Argo     | Ben Affleck §         |
| 2012 | Django Unchained   | Quentin Tarantino     |
| 2012 | Life of Pi         | Ang Lee               |
| 2012 | Lincoln            | Steven Spielberg      |
| 2012 | Zero Dark Thirty   | Kathryn Bigelow       |